# 신비의 세계 엘하자드 에피소드 목록
다음은 신비의 세계 엘하자드 에피소드 목록이다.

## OVA
1. 혼란의 전장 엘하자드
2. 아름다운 소녀의 세계 엘하자드
3. 온천의 세계 엘하자드
4. 악마 신의 세계 엘하자드
5. 천둥의 세계 엘하자드
6. 빛나는 세계 엘하자드
7. 무한한 모험의 세계 엘하자드
8. 로슈타리아의 신부
9. 칼리아의 각성
10. 이후리타, 운명의 작별
11. 재회를 위한 약속